# Championnat du Swaziland de football 2003-2004
Navigation
Édition précédente Édition suivante
La saison 2003-2004 du Championnat du Swaziland de football est la vingt-huitième édition de la Premier League, le championnat national de première division au Swaziland. Les douze équipes engagées sont regroupées au sein d'une poule unique où elles affrontent deux fois leurs adversaires, à domicile et à l'extérieur. En fin de saison, les deux derniers du classement sont relégués et remplacés par les deux meilleurs clubs de deuxième division.
C'est le club de Mhlambanyatsi Rovers qui remporte la compétition cette saison après avoir terminé en tête du classement final, avec cinq points d’avance sur Mbabane Highlanders et treize sur Green Mamba. C'est le tout premier titre de champion du Swaziland de l'histoire du club.

## Participants
- Mbabane Highlanders
- Denver Sundowns
- Manzini Wanderers
- Young Buffaloes FC - Promu de D2
- Mhlume United
- Mhlambanyatsi Rovers
- Hub Sundowns FC - Promu de D2
- Mbabane Swallows
- Umbelebele FC
- Moneni Pirates FC
- Green Mamba
- Simunye FC

## Compétition

### Classement
Le classement est établi sur le barème de points suivant : victoire à 3 points, match nul à 1, défaite à 0.
| Rang | Équipe               | Pts | J  | G  | N | P  | Bp | Bc | Diff |
| ---- | -------------------- | --- | -- | -- | - | -- | -- | -- | ---- |
| 1    | Mhlambanyatsi Rovers | 50  | 22 | 15 | 5 | 2  | 42 | 13 | +29  |
| 2    | Mbabane Highlanders  | 45  | 22 | 14 | 3 | 5  | 36 | 18 | +18  |
| 3    | Green MambaC         | 37  | 22 | 10 | 7 | 5  | 33 | 25 | +8   |
| 4    | Manzini WanderersT   | 35  | 22 | 10 | 5 | 7  | 19 | 17 | +2   |
| 5    | Young Buffaloes FCP  | 31  | 22 | 8  | 7 | 7  | 27 | 26 | +1   |
| 6    | Mhlume United        | 31  | 22 | 10 | 1 | 11 | 24 | 30 | -6   |
| 7    | Moneni Pirates FC    | 27  | 22 | 6  | 9 | 7  | 18 | 21 | -3   |
| 8    | Mbabane Swallows     | 25  | 22 | 6  | 7 | 9  | 23 | 31 | -8   |
| 9    | Denver Sundowns      | 23  | 22 | 6  | 5 | 11 | 26 | 33 | -7   |
| 10   | Hub Sundowns FCP     | 21  | 22 | 5  | 6 | 11 | 20 | 29 | -9   |
| 11   | Simunye FC           | 18  | 22 | 3  | 9 | 10 | 26 | 42 | -16  |
| 12   | Umbelebele FC        | 17  | 22 | 3  | 8 | 11 | 23 | 32 | -9   |

|  | Qualification pour la Ligue des champions de la CAF 2005                                  |
|  | Relégation directe en deuxième division                                                   |
|  | T : Tenant du titre C : Vainqueur de la Coupe du Swaziland P : Promu de deuxième division |

## Bilan de la saison
| Championnat du Swaziland de football 2003-2004 |                                  |
| Champion                                       | Mhlambanyatsi Rovers (1er titre) |
| Coupes et trophées                             |                                  |
| Vainqueur de la Coupe du Swaziland 2003-2004   | Green Mamba                      |
| Qualifications continentales                   |                                  |
| Ligue des champions de la CAF 2005             | Mhlambanyatsi Rovers             |
| Coupe de la confédération 2005                 | Aucun                            |
| Promotions et relégations                      |                                  |
| Promus en Premier League                       | Royal Leopards FC                |
| Promus en Premier League                       | Illovo FC                        |
| Relégués en First Division League              | Simunye FC                       |
| Relégués en First Division League              | Umbelebele FC                    |